# Saccharodite imperiali
Saccharodite imperiali är en insektsart som beskrevs av Bernhard Zelazny 1981. Saccharodite imperiali ingår i släktet Saccharodite och familjen Derbidae. Inga underarter finns listade i Catalogue of Life.